# Combustión escalonada

Etapas del ciclo de combustión escalonada de un cohete. Por lo general, todo el combustible y una parte del oxidante (mezcla rica en combustible) pasan a través del prequemador para alimentar la turbina. Un circuito rico en oxidante es posible también, pero menos común debido a los problemas de corrosión.

El esquema de ciclo de combustión escalonada, también llamado ciclo cerrado, ciclo completo o ciclo de pre-quemador, es un ciclo termodinámico de motores cohete bipropelentes. Parte de los propergoles se quema en un pre-quemador y el gas caliente resultante se utiliza para alimentar la turbina de las turbobombas. Los gases emitidos se inyectan en la cámara principal de combustión, junto con el resto del propergol, y se completa la combustión.
La ventaja del ciclo de combustión escalonada es que todos los gases de los ciclos de motor y el calor pasa por la cámara de combustión, y la eficiencia general en esencia no sufre pérdidas de bombeo en absoluto. Así, este ciclo de combustión se conoce como ciclo cerrado ya que el ciclo se cierra cuando toda la masa de propergol pasando por la cámara, en lugar del ciclo abierto donde parte del propergol se quema aparte para alimentar con gases la turbobomba, lo que representa un pequeño porcentaje de pérdida.
Otra ventaja muy importante que la combustión escalonada ofrece una abundancia de energía que permite que la cámara de combustión tenga una presión muy elevada. Muy altas presiones en cámara permiten elevadas relaciones de expansión de la tobera, sin importar las presiones del ambiente en el despegue. Estas toberas dan mucha mejor eficiencia a baja altura.
Las desventajas de este ciclo son las duras condiciones de la turbina, con tuberías más exóticas se requiere conducir gases calientes, y que una respuesta muy complicada de control. En particular, la conducción de flujo de oxidante completo tanto a través del prequemador y la cámara de combustión principal (combustión escalonada rica en oxidante) produce gases muy corrosivos. Así, la mayoría utilizan los motores de combustión ricos en combustible, como en el esquema mostrado.

## Historia
La combustión escalona ( Замкнутая схема ) fue propuesta por primera vez por Alexey Isaev en 1949. El primer motor de combustión escalonada fue el S1.5400 (11D33) usado en la tercera etapa del cohete Mólniya, diseñado por Melnikov, un antiguo asistente de Isaev. En la misma época (1959), Nikolai Kuznetsov comenzó a trabajar en el motor de ciclo cerrado NK-9 para el ICBM GR-1 de Serguéi Koroliov. Kuznetsov desarrolló más adelante el diseño en los motores NK-15 y NK-33 motores para el cohete lunar N-1.  Valentín Glushkó desarrolló alrededor de 1963 el motor RD-253 no criogénico de combustión escalonada utilizando N2O4/UDMH para el cohete Protón.
Tras el fracaso de la N-1, se ordenó a Kuznetsov destruir la tecnología del NK-33, pero en lugar de eso almacenó secretamente decenas de los motores. En la década de 1990, Aerojet se puso en contacto y, finalmente, visitó la planta de Kuznetsov. Al encontrarse con escepticismo inicial sobre el alto impulso específico y otras especificaciones, Kuznetsov enviado un motor a los EE. UU. para su análisis. La combustión escalonada rica en oxidante se había considerado por los ingenieros estadounidenses como imposible. El motor ruso RD-180, comprado por Lockheed Martin (posteriormente por United Launch Alliance ) para el Atlas III y V cohetes, también emplea esta técnica.
En Occidente, el primer motor de combustión escalonada de pruebas de laboratorio fue construido en Alemania en 1963, por Ludwig Boelkow.
Los motores británicos Gamma alimentados con peróxido de hidrógeno/queroseno en la década de 1950 utilizaban un proceso de ciclo cerrado (posiblemente no combustión escalonada, pero eso es sobre todo una cuestión de semántica). Descomponían catalíticamente el peróxido para impulsar las turbinas antes de la combustión del queroseno en la cámara de combustión adecuada. Esto le da ventajas de eficiencia de la combustión escalonada, al tiempo que evita los problemas de ingeniería.
El motor principal del transbordador espacial es otro ejemplo de un motor de combustión escalonada, y el primero en utilizar el oxígeno líquido e hidrógeno líquido. Su contraparte en el transbordador soviético fue el RD-0120, similar en impulso específico, empuje, y especificaciones de la cámara de presión al SSME, pero con algunas diferencias que reduce la complejidad y el costo a expensas de mayor peso del motor.

## Variantes
Existen varias variantes del ciclo de combustión por etapas. Los prequemadores que queman una pequeña porción de oxidante con un flujo completo de combustible se denominan ricos en combustible, mientras que los prequemadores que queman una pequeña porción de combustible con un flujo completo de oxidante se denominan ricos en oxidante. El RD-180 tiene un prequemador rico en oxidantes, mientras que el RS-25 tiene dos prequemadores ricos en combustible. El SpaceX Raptor tiene prequemadores ricos en oxidantes y en combustible, un diseño llamado combustión por etapas de flujo completo.
Los diseños de combustión por etapas pueden ser de un solo eje o de dos ejes. En el diseño de un solo eje, un conjunto de prequemador y turbina acciona ambas turbobombas de propulsor. Algunos ejemplos son el Energomash RD-180 y el Blue Origin BE-4. En el diseño de dos ejes, las dos turbobombas de propulsor son impulsadas por turbinas separadas, que a su vez son impulsadas por el flujo de salida de uno o varios precombustibles. Ejemplos de diseños de dos ejes incluyen el Rocketdyne RS-25, el JAXA LE-7, y el Raptor. En comparación con un diseño de un solo eje, el diseño de dos ejes requiere una turbina adicional (y posiblemente otro prequemador), pero permite el control individual de las dos turbobombas.
Además de las turbobombas de propulsor, los motores de combustión por etapas a menudo requieren bombas de empuje más pequeñas para evitar el reflujo del prequemador y la cavitación de la turbobomba. Por ejemplo, el RD-180 y RS-25 utilizan bombas de refuerzo accionadas por ciclos de toma y expansión, así como tanques presurizados, para aumentar gradualmente la presión del propulsor antes de entrar en el prequemador.

### Ciclo de combustión de flujo total por etapas

La combustión por etapas del flujo total

La combustión escalonada de flujo total (FFSCC) es una variación en el ciclo de combustión escalonada. Se emplean dos prequemadores y dos turbobombas. En un prequemador se quema una mezcla rica en combustible y el otra una rica en oxidante. Para lo cual cada flujo, de combustible y de oxidante, se divide en dos: uno grande y otro pequeño. En cada prequemador se mezcla un flujo grande con otro pequeño. Así todo el propergol pasa a través de las turbinas.  
Las turbinas funcionan a menor temperatura en este diseño, ya que más masa pasa a través de ellas, llevando a una mayor duración del motor y una mayor fiabilidad. El diseño puede proporcionar una mayor presión de la cámara y por lo tanto mayor eficiencia. También se elimina el sello de la turbina para evitar la mezcla de combustible y oxidante. La gasificación completa de los componentes conduce a reacciones químicas más rápidas en la cámara de combustión y, en comparación con el ciclo de combustión parcial, con lo que resulta un aumento de impulso específico de hasta 10-20 segundos (por ejemplo, RD-270 y RD-0244).
Los beneficios del ciclo de combustión por etapas de flujo completo incluyen turbinas que funcionan más frías y a menor presión, debido al aumento del flujo másico, lo que conduce a una mayor vida útil del motor y a una mayor confiabilidad. Por ejemplo, se anticiparon hasta 25 vuelos para un diseño de motor estudiado por el DLR (Centro Aeroespacial Alemán) en el marco del proyecto SpaceLiner Además, el ciclo de flujo completo elimina la necesidad de un sello de turbina interpropelente que normalmente se requiere para separar el gas rico en oxidantes de la turbo-bomba de combustible o el gas rico en combustible de la turbo-bomba de oxidante, mejorando así la fiabilidad.
Dado que el uso de precombustibles de combustible y de oxidante da como resultado la gasificación completa de cada propulsor antes de entrar en la cámara de combustión, los motores FFSC pertenecen a una clase más amplia de motores para cohetes llamados motores de gas La gasificación completa de los componentes conduce a reacciones químicas más rápidas en la cámara de combustión, lo que mejora el rendimiento.
Las desventajas potenciales del ciclo de combustión en etapas de flujo completo incluyen una mayor complejidad de ingeniería de dos precombustibles, en comparación con un ciclo de combustión en etapas de un solo eje, así como un mayor número de piezas.
Escape rico en oxidantes de un prequemador SpaceX Raptor mostrado durante una prueba del subsistema en un banco de pruebas en el Centro Espacial Stennis. En el motor cohete de flujo total, el escape del prequemador se introduce en una turbina y luego en la cámara de combustión principal. Una versión actual en desarrollo es la demostración con cabezal integrado. Este esquema se aplicó en el motor experimental ruso RD-270 a finales de la década de 1960, que fue diseñado para varios cohetes lunares soviéticos.
A partir de 2019, sólo tres motores de cohetes de combustión de flujo completo habían progresado lo suficiente para ser probados en bancos de pruebas: el proyecto soviético Energomash RD-270 en la década de 1960, el proyecto de demostración de cabezales eléctricos integrados Aerojet Rocketdyne Integrated financiado por el gobierno de los Estados Unidos a mediados de la década de 2000, y el primer motor Raptor con capacidad de vuelo de SpaceX, que se probó en febrero de 2019. La primera prueba de vuelo de un motor de combustión escalonada de flujo completo ocurrió el 25 de julio de 2019 cuando SpaceX voló su motor Raptor methalox FFSC en su sitio de lanzamiento en el sur de Texas. Inusualmente, para las pruebas iniciales de vuelo de motores de cohetes de clase orbital, no se trataba de una quemadura de duración completa, sino sólo de una prueba de 22 segundos. SpaceX está desarrollando su cohete de próxima generación para que sea reutilizable desde el principio, al igual que una aeronave, y por lo tanto necesita comenzar con objetivos de prueba de vuelo estrechos, al tiempo que sigue apuntando a aterrizar el cohete con éxito para ser utilizado posteriormente en pruebas adicionales para expandir la envolvente de vuelo

## Aplicaciones

### Combustión por etapas rica en oxidantes
- S1.5400 - Primer motor de cohete de combustión usado en la etapa superior del Blok L.
- Motor NK-33-Soviético desarrollado para la versión mejorada nunca volada del lanzador N-1. Posteriormente se vendió a Aerojet Rocketdyne y se reacondicionó/recomercializó como AJ-26 (utilizado en las lanzaderas del bloque 1 de Antares en 2013-2014). En uso en el Soyuz-2-1v.
- P111 - motor de demostración de oxígeno líquido/keroseno desarrollado entre 1956 y 1967 en Bolkow GmbH (más tarde Astrium).
- RD-170, RD-171, RD-180 y RD-191 - una serie de motores soviéticos y rusos utilizados en los lanzadores Energia, Zenit, Atlas V, Angara y anteriormente en el Atlas III. RD-171 (y su sucesor RD-171M), -180 y -191 son derivados del RD-170.
- YF-100 -Motor chino desarrollado en la década de 2000; usado en el Larga Marcha 5, Larga Marcha 6 y Larga Marcha 7.
- AR-1 Un proyecto Aerojet Rocketdyne financiado parcialmente por la Fuerza Aérea de los Estados Unidos como posible sustituto del motor ruso RD-180.
- BE-4-Blue Origin LCH4/LOX, que utiliza el ciclo de combustión por etapas rico en oxígeno (ORSC), previsto para su uso en el vehículo lanzador Vulcan de ULA, que sustituirá al Atlas V y Delta IV, primera prueba de vuelo en 2021 y también en el nuevo vehículo lanzador Glenn de Blue Origin, con la primera prueba de vuelo no antes de 2020.
- Motor RD-253 soviético desarrollado en los años 60 y utilizado en la primera etapa del lanzador Proton. Las variantes posteriores incluyen el RD-275 y el RD-275M.
- SCE-200 - Motor indio RP-1/LOX, motor de la etapa principal en desarrollo.
- Hadley-Ursa Major Technologies Motor de refuerzo de  LOX/Queroseno en desarrollo cerca de Denver, Colorado.2019

### Combustión por etapas rica en combustible
- RS-25 (SSME)-US desarrolló el motor LH2/LOX en la década de 1970-1980, voló en el Transbordador Espacial hasta 2011 (con actualizaciones periódicas), y planeó su uso en el Sistema de Lanzamiento Espacial después de 2018.
- Motor RD-0120-LH2/LOX utilizado en el cohete Energia.
- El motor LE-7-LH2/LOX utilizado en la familia de cohetes H-II.
- KVD-1 (RD-56)-Motor soviético de etapa superior LH2/LOX desarrollado para la versión mejorada nunca volada del lanzador N-1. Se utiliza en el GSLV Mk1.
- Motor de etapa superior CE-7.5-Indian LH2/LOX, usado en el GSLV Mk2.

### Combustión por etapas de flujo completo

Motor de cohete SpaceX Raptor FFSC, diagrama esquemático del flujo de propulsor de muestra, 2019

- Motor RD-270 URSS en desarrollo 1962-1970 para el proyecto UR-700; nunca volado.
- Demostración integrada de cabezales de potencia - Proyecto de demostración para la parte delantera de un motor de flujo total, sin cámara de combustión u otros subsistemas del backend Proyecto de EE. UU. para desarrollar una parte de una nueva tecnología de motores de cohetes a principios de la década de 2000; nunca se construyó un motor completo; nunca se voló.
- Motor Raptor-SpaceX LCH4/LOX en desarrollo, volado por primera vez en 2019

## Empleo
Motores de combustión escalonada son las siguientes:
- RD-170
- RD-180
- SSME
- LE-7/7A

Motores de combustión escalonada se han utilizado en:
- Transbordador espacial
- Atlas III
- Atlas V
- H-II
- H-IIA
- H-IIB
- GSLV